# NO limiT
«nO limiT» es el primer sencillo del grupo musical "Eclipse" de la serie Basquash! lanzado al mercado el día 29 de mayo del año 2009.

## Detalles
Este fue el sexto sencillo de la cantante y seiyū japonesa Megumi Nakajima, y el primero del grupo Eclipse integrado por: Citron = Megumi Nakajima como la líder del grupo, Rouge = Haruka Tomatsu y Violette = Saori Hayami.
nO limiT fue utilizado como canción de apertura de la serie Basquash! desde el capítulo 2 hasta el 13 y como canción de fondo en el capítulo 22, moon passport fue usado como canción de fondo en el capítulo 22 del mismo anime.
Los arreglos el primer track fueron hechos por Yoshihiro Kusano y los del segundo por Funta7.
Lista de canciones (PCCG-70053)

| N.º   | Título                      | Letras           | Música       | Vocals                                                   | Duración |  |
| 1.    | «nO limiT»                  | KK, Miki Fujisue | Miki Fujisue | Eclipse (Megumi Nakajima, Haruka Tomatsu y Saori Hayami) | 4:30     |  |
| 2.    | «moon passport»             | Funta7, KK       | Funta3       | Eclipse (Megumi Nakajima, Haruka Tomatsu y Saori Hayami) | 4:19     |  |
| 3.    | «nO limiT (off vocal)»      |                  | Miki Fujisue |                                                          | 4:30     |  |
| 4.    | «moon passport (off vocal)» |                  | Funta3       |                                                          | 4:17     |  |
| 17:36 |                             |                  |              |                                                          |          |  |